# Rakousko na Letních olympijských hrách 2012
Rakousko se účastnilo Letní olympiády 2012. Zastupovalo ho 70 sportovců (65 mužů a 38 žen) v 17 sportech. Rakousko nezískalo žádnou medaili.